# Darvishiyeh
Darvishiyeh (em persa: درويشيه, também romanizada como Darvīshīyeh) é uma aldeia do distrito rural de Shalahi, no condado de Abadan, na província de Khuzistão, Irã.
Segundo o censo de 2006, sua população era de 206 habitantes, em 35 famílias.